# Dimorfismo fungino
Il dimorfismo fungino è la capacità di alcune specie fungine di modificare reversibilmente la loro espressione morfologica, passando dalla forma filamentosa (muffa) a quella unicellulare (lievito) in base a variazioni ambientali, in particolar modo a variazioni della temperatura.
Tra i funghi dimorfici troviamo Coccidioides immitis, Histoplasma capsulatum, Paracoccidioides brasiliensis, Penicillium marneffei, Sporothrix schenckii, Blastomyces dermatitidis, Candida albicans.